# Cherry Lips
Singles de Garbage
Androginy
(2001) Breaking Up the Girl
(2002)
Cherry Lips, ou encore Cherry Lips (Go Baby Go!) est une chanson de 2001, écrite, enregistrée et produite par le groupe de rock alternatif Garbage. Elle figure sur leur troisième album, BeautifulGarbage. 
Cherry Lips a connu un succès notable en Australie, où le single a été classé 7e des ARIA Singles chart, figurant pendant 5 semaines dans le top 10 et étant récompensé d'un disque d'or par l'Australian Recording Industry Association pour ses ventes. Cherry Lips atteint également le 8e rang des charts en Italie, où il a servi de musique pour une campagne publicitaire  du groupe horloger italien Breil Stones.
En 2007, Cherry Lips est remasterisé et inclus dans la Compilation des plus grands succès de Garbage, Absolute Garbage.

## Classements hebdomadaires
| Classement (2002)              | Meilleure place |
| ------------------------------ | --------------- |
| Australie (ARIA)               | 7               |
| Écosse (OCC)                   | 17              |
| Irlande (IRMA)                 | 27              |
| Italie (FIMI)                  | 8               |
| Nouvelle-Zélande (RMNZ)        | 22              |
| Pays-Bas (Single Top 100)      | 80              |
| Royaume-Uni (UK Singles Chart) | 22              |
| Suisse (Schweizer Hitparade)   | 85              |

## Certifications
| Pays             | Certification |
| ---------------- | ------------- |
| Australie (ARIA) | Or            |